# Онг Бак 3
«Онг Бак 3» (англ. Ong Bak 3; тайск. องค์บาก 3) — тайский кинофильм с боевыми искусствами совместного производства режиссёров Тони Джа и Панна Риттикрай. Сиквел к фильму «Онг Бак 2: Непревзойденный» и приквел к первой части «Онг Бак: Тайский воин». Мировая премьера состоялась 25 мая 2010 года. Рейтинг MPAA: R.

## Сюжет
Онг Бак 3 начинается с событий, которыми заканчивался Онг Бак 2. Тиан пойман и забит почти до самой смерти, но его спасают и доставляют к селянам деревни Кана Хоне. Там он учится медитации и как обладать своей чакрой, но вскоре появляется его заклятый враг и вызывает Тиана на последний поединок.

## В ролях
- Тони Джа — Тиан
- Петчтай Вонгкамлао
- Дэн Чупонг